# クーロン
クーロン（英語: coulomb、記号: C）は、国際単位系（SI）における一貫性のある電荷の単位である。クーロンという名称はフランスの物理学者シャルル・ド・クーロンに因んで名付けられた。

## 定義
現行の国際単位系（SI）では、7つの物理定数の数値を固定することでSIを定義し、すべてのSI単位が定義定数から直接に構成される。一貫性のある電荷のSI単位であるクーロン（記号: C）は電気素量 e により
{\displaystyle {\text{C}}={\frac {e}{1.602~176~634\times 10^{-19}}}}
として構成される。
なお、現行のSIでも基本単位と組立単位の分類は維持されており、組立単位であるクーロンは、基本単位のアンペア（記号: A）と秒（記号: s）に
{\displaystyle {\text{C}}={\text{A}}~{\text{s}}}
で関係付けられる。

しばしばクーロンは1 molの、すなわちアボガドロ数個（{NA} = 6.02214076×1023）の電子が持つ電荷として定義されていると説明されることがあるが、これは完全に誤っている。1 molの電子が持つ電荷の絶対値はファラデー定数という。アボガドロ定数 (NA) に関して言うなら、1 Cは電気素量の1.036 × 10-5 × {NA} 倍の電荷となる。この値が1に近いのはまったくの偶然である。
1 Cの電荷が1Vの電位差を通過すると、1 Jのエネルギーを得る。1 Cを電気素量に置き換えた場合は1 eVとなる。
大きさの目安として、1回の落雷の電荷は、約1 Cといわれている。

## 派生単位
- クーロン毎キログラム (C/kg) - 照射線量の単位